# Saint-Estève
Saint-Estève (catalană Sant Esteve del Monestir) este un oraș din Franța din departamentul Pyrénées-Orientales și regiunea Languedoc-Roussillon.
1. ↑  répertoire géographique des communes, accesat în 26 octombrie 2015
2. ↑  dataset of postal codes in France, 1 octombrie 2018